# うまかっちゃん
うまかっちゃんは、ハウス食品から近畿、中国、四国、九州、沖縄地区において袋麺で発売されている九州ラーメン風のインスタントラーメンで、ハウス食品グループ本社株式会社の登録商標。正式な商品名は九州の味ラーメン うまかっちゃん。1979年（昭和54年）発売開始。

## 概要
カレーや香辛料の製造・販売が中心だったハウス食品は1973年（昭和48年）にインスタントラーメン事業に参入し、「ハウスシャンメン しょうゆ味」や「ハウスたまごめん」、「ハウスつけ麺」などのヒット商品を発売していたが、九州ではシェアが低かった。ハウス食品のインスタントラーメンは福岡県糟屋郡古賀町の同社福岡工場にも製造ラインが設けられていたが、1978年（昭和53年）、当時の福岡工場長が「社員が食堂でハウスのラーメンを食べない。九州人に醤油味は合わない。九州人は豚骨味が好みだ」と当時のハウス食品福岡支店長に直談判した。その結果、「うちでも九州で売れる製品を作ろう」と支店長の提案でハウス食品も九州風豚骨ラーメンの開発に着手した。
そして、ハウス食品の営業・開発担当者が九州内のラーメン店を食べ歩いたり、九州の主婦にスープの試食を行ったりして、「うまかっちゃん」は誕生した。開発チームは全員九州出身者だったという。「うまかっちゃん」は博多弁で「おいしいんだよ」の意で、福岡市出身のグラフィックデザイナー・西島伊三雄が命名した。博多祇園山笠を題材にしたパッケージデザインも西島が手掛けた。なお商品名の第一候補として「こらうまか」も上がっていた。
1979年（昭和54年）9月12日に九州限定のインスタントラーメンとして発売開始。半年後、九州・山口地区では後述するテレビCMを大量に流した効果からか、即席麺最大手の日清食品や福岡市に本社を置く九州・山口でシェアの高いマルタイを抑え「うまかっちゃん」が袋麺で1位の売り上げとなった。以降も九州・山口地区における即席袋麺のシェア首位を誇り、2024年（令和6年）7月には累計販売数が40億食を突破した。また、「うまかっちゃん」が発売した当初、「あれはマルタイさんの新商品なのか」と間違える消費者もいた。
「うまかっちゃん」は福岡工場のみで生産されている。また2016年（平成28年）8月のリニューアルまでは商品パッケージにハウス食品のロゴマークが付いていなかったが、これは発売当初「ハウスと言えばカレー」のイメージが強かったことと、基本的にハウス食品の名前を出さないというコンセプトのもとで製造・販売していること、「九州のラーメンはうまかっちゃん」と位置付けて市場に定着させたかったという意味であえてロゴを外したという。2016年（平成28年）8月8日から順次販売されているリニューアル後のパッケージには、ハウス食品のロゴが初めて挿入されている。
2024年（令和6年）9月には、うまかっちゃん発売45周年を記念しMakuakeにて限定デザインどんぶりのクラウドファンディングが行われた。

## ご当地袋麺のパイオニア
「うまかっちゃん」は「ご当地袋麺」の草分け的存在であり、「うまかっちゃん」のヒットでインスタントラーメンの同業他社も、日清食品の「くおーか」「はかたんもんらーめん」、明星食品の「九州っ子」「うまかめん」、東洋水産の「博多めん美人」、サンヨー食品の「よかとん」「サッポロ一番 とっぱちからくさやんつきラーメン」など九州限定の豚骨ラーメンを次々に発売した。
その後、ハウス食品は「うまかっちゃん」の成功をきっかけに、北海道と東北地方で限定発売され後に関東地方にも拡大した「うまいっしょ」、および関東地方で限定発売され後に静岡県にも拡大した「わっしょい」といった、ご当地袋麺を発売したが後に終売。近畿地方と中国地方と四国地方で発売された「好きやねん」は、後も継続して発売中。
うまかっちゃんは更に後述する九州の各地域向けに細分化した、ご当地袋麺を発売。
うまかっちゃんシリーズは九州地方と沖縄県と山口県では全種類が販売されており、オリジナル、濃厚新味、博多からし高菜風味は近畿地方以西で販売されているが、近畿地方より東では原則、店頭販売していない。1983年（昭和58年）から2008年（平成20年）までは全国販売していたが、豚骨特有の香りが受け入れられなかった地域も多く、九州限定に回帰している。但し、近畿地方より東でも全国展開している一部のドラッグストアやディスカウントストアなどではオリジナルを中心に取扱う店舗がある。

## ラインナップ

### 発売中の製品
うまかっちゃん オリジナル
スープはあっさりとしたクセのないとんこつ味。
うまかっちゃん 博多からし高菜風味
高菜の風味をきかせたとんこつ味。この味のみ調味油が添付されていない。2004年（平成16年）発売当初は「うまかっちゃん からし高菜風味」であった。
うまかっちゃん 久留米風とんこつ
濃厚な旨みがきいた久留米ラーメン仕立てのとんこつ味。2010年（平成22年）発売。
うまかっちゃん 熊本火の国流とんこつ香ばしにんにく風味
熊本ラーメン仕立てのとんこつ味。2009年（平成21年）からこの商品名となったが、2006年（平成18年）発売当初は「うまかっちゃん 熊本揚げにんにく風味」であった。
うまかっちゃん 鹿児島黒豚とんこつ
鹿児島ラーメン仕立てのとんこつ味。2006年（平成18年）発売開始。
うまかっちゃん 濃厚新味
2018年（平成30年）8月6日より、西日本限定で発売。「通常のうまかっちゃんとは異なる味わい」を求め、近年の博多ラーメンのトレンドである「濃厚」「細めの硬めん」に倣ったとんこつ味。新開発の茹で時間90秒の硬めんは通常製品より細めの1.2mmで作られているが、通常よりも湯戻りしくにい配合によって、硬めんの味わいを再現している。このめんはブランド発売39年目で初開発という。

### 発売を終了した製品
みそとことん
味噌豚骨味ラーメン。ハウス食品福岡工場で製造されたので便宜上ここで取り上げる。
たまらんちゃん
細麺の豚骨ラーメン。こちらもハウス食品福岡工場で製造されたので便宜上ここで取り上げる。
うまかチャンポン
長崎ちゃんぽんの袋麺。CMには前川清が出演していた。
うまかっちゃん 濃い味
1984年（昭和59年）から2000年（平成12年）に期間限定発売。通常の「うまかっちゃん」のスープを濃い目にした、醤油とにんにくの風味をきかせた濃厚な味わいの豚骨ラーメン。発売35周年を迎えた記念として、復刻版5食パックが2014年（平成26年）12月1日および2017年（平成29年）8月7日より期間限定販売され、2017年（平成29年）と2019年（令和元年）と2022年（令和4年）と2025年（令和7年）にも再発売された。
うまかっちゃん うまか皿うどん
1985年（昭和60年）より期間限定発売。長崎県を意識した、うまかっちゃん味の皿うどん。
うまかっちゃん 辛口
辛口ブームに伴い、1986年（昭和61年）から1991年（平成3年）に発売。2014年（平成26年）9月に発売35周年を迎えた記念として、復刻版5食パックが2015年（平成27年）2月2日より期間限定販売された。豆豉辣椒醤の辛さがきいた味で、目盛りが印刷されたビニール袋入りの練り唐辛子が付属しており、好みの辛さにすることが出来た。
2015年（平成27年）2月には、発売35周年を記念して復刻版が期間限定発売。1986（昭和61年）から1991年（平成3年）に発売された当時のパッケージデザインと、その時点の原料を使用してできるだけ当時の味を再現し、麺は当時の「うまかっちゃん」と同じ。5個パックのみの販売。
うまかっちゃん うまかしょうゆ
1991年（平成3年）より期間限定発売。
うまかっちゃん うまかみそ
1991年（平成3年）より期間限定発売。
うまかっちゃん みそとんこつ
1997年（平成9年）より期間限定発売。赤味噌と白味噌2種類の粉末味噌を合わせ、とんこつに唐辛子の辛みを加えた味。2013年（平成25年）には「うまかっちゃん 赤白合わせみそ ピリッとからい みそとんこつ」として再発売された。
うまかっちゃん うまかコク味
1998年（平成10年）より期間限定発売。とんこつの濃くてまろやかな味と硬めの麺の、とんこつ好き向けの商品。
うまかっちゃん 九州とんこつ
1998年（平成10年）より期間限定発売。
うまかっちゃん しょうゆとんこつ
2000年（平成12年）より期間限定発売。醤油の旨味が効いたまろやかな、とんこつ味。
うまかっちゃん こくとんこつ
2000年（平成12年）より期間限定発売。標準的なうまかっちゃんよりも濃厚な、とんこつ味。
これが九州のラーメンうまかっちゃん まろやかとんこつ
東日本限定発売。とんこつ特有のにおいを抑えたまろやかな、とんこつ味。
うまかっちゃん うまか九州みそラーメン
2002年（平成14年）より期間限定発売。ハウス食品福岡工場で製造された即席麺「みそとことん」の後継商品でもある。
うまかっちゃん ぴり辛とんこつ
2001年（平成13年）より期間限定発売。豆板醤を加えた、とんこつ味。
うまかっちゃん ごまとんこつ
2006年（平成18年）8月7日より期間限定発売。白湯スープに、すりゴマと粒ゴマを加えた炒りゴマを効かせた、とんこつ味。
うまかっちゃん 博多焼きラーメン
焼きラーメンブームに伴い、2007年（平成19年）4月16日より期間限定発売。うまかっちゃんシリーズで唯一の焼きそばで、とんこつ風味を土台にソースの旨みが加わり、紅生姜が効いた味。
うまかっちゃん 宮崎名物鶏の炭火焼風味のとんこつしょうゆ味
2008年（平成20年）8月4日より期間限定発売。宮崎名物「鶏の炭火焼」風味のしょうゆとんこつ味。
うまかっちゃん うま辛かとんこつ
2012年（平成24年5月14日より期間限定発売され、2013年（平成25年）5月13日に再発売された。特製の辛味オイルとあらびき唐辛子がきいた辛めのとんこつ味。
うまかっちゃん 魚介とんこつ
2012年（平成24年）8月6日より期間限定発売。枕崎産鰹だしの旨みと香りをきかせた魚介風味のとんこつ味。2017年（平成29年）には「うまかっちゃん 濃厚魚介とんこつ」として発売された。
うまかっちゃん 九州醤油とんこつ
2013年（平成25年）より期間限定発売。九州独特の甘い醤油の、とんこつ味。
うまかっちゃん 柚子こしょう風味とんこつ
2014年（平成26年）より期間限定発売。2015年（平成27年）と2020年（令和2年）にも再発売された。夏でも食べやすいよう、あっさりした柚子こしょう風味のとんこつ味。
うまかっちゃん 担担とんこつ
2014年（平成26年）より期間限定発売。ごまの風味と唐辛子の辛みがきいた担担麺仕立てのとんこつ味。
うまかっちゃん つけ麺 魚介とんこつ
2015年（平成27年）3月より期間限定発売。こくのあるとんこつスープをベースに、鰹節、鯖節の2種類の魚介の香りと旨みをきかせた濃厚なおいしさのつけだれ。麺は「うまかっちゃん」とは異なるつけ麺専用である。
うまかっちゃん つけ麺 辛みそとんこつ
2015年（平成27年）3月より期間限定発売され、2016年（平成28年）にも再発売された。こくのあるとんこつスープに、味噌の香りと旨みとピリッとした辛味をきかせた濃厚なおいしさのつけだれ。麺は「うまかっちゃん」とは異なるつけ麺専用である。
うまかっちゃん つけ麺 醤油とんこつ さわやかかぼす風味
2015年（平成27年）より期間限定発売。醤油に、かぼすの風味を加えた、つけ麺。
うまかっちゃん ピリ辛魚介とんこつ
2015年（平成27年）より期間限定発売。魚介の旨みと唐辛子の辛味がきいた、とんこつ味。
うまかっちゃん チーズとんこつ
2016年（平成28年）より期間限定発売。クリーミーでまろやかなチーズの、とんこつ味。
うまかっちゃん つけ麺 醤油とんこつ
2016年（平成28年）より期間限定発売。醤油の香り、コク、鰹節の旨味を効かせた、とろみのある濃厚なつけだれ。
うまかっちゃん つけ麺 柚子とんこつ
2016年（平成28年）より期間限定発売。柚子の香りと酸味をほんのり効かせ、和風だしの旨みを合わせた、とんこつ味のつけ麺。
うまかっちゃん 海鮮塩とんこつ
2016年（平成28年）より期間限定発売。ホタテ、あさりなど海鮮素材による浜焼き風の味付けがなされた、塩味のとんこつ味。
うまかっちゃん 海老みそとんこつ
2016年（平成28年）8月より期間限定発売。豚骨スープに海老の持つ出汁の旨みと味噌の持つ香ばしさを程よくバランスさせた味噌とんこつ味。
うまかっちゃん 鶏白湯とんこつ
2016年（平成28年）より期間限定発売。生姜の風味と鶏の旨みとが効いた、とんこつ味。
うまかっちゃん めんたいとんこつ
2017年（平成29年）2月より発売開始。豚骨スープに出汁の旨みを効かせ、辛子明太子の旨味と辛さを引き出したとんこつ味。HKT48との共同開発商品で、兒玉遥らの提案が採用された。2018年（平成30年）2月にはの改良版の「うまかっちゃん めんたいとんこつ 濃厚仕立て」が、2021年（令和3年）には再発売が、2024年（令和6年）2月には「うまかっちゃん 福さ屋特製明太子漬込み液使用 めんたい風味とんこつ」が期間限定で発売され同年11月にも再発売された。
うまかっちゃん 焦がし醤油とんこつ
2017年（平成29年）5月より期間限定発売。「うまかっちゃん」を製造するハウス食品福岡工場がある福岡県古賀市とのコラボレーション商品。「うまかっちゃん」が古賀市で生産されていることから、地元ブランドであることをアピールするために開発され、「古賀市」と「焦がし」を語呂合わせしたもの。古賀市から「焦がし商品」の認定ブランドの指定を受けている。
うまかっちゃん 赤辛
2018年（平成30年）5月より期間限定発売。“特製うま辛かペースト”と粗びき唐辛子の辛味がきいたとんこつラーメン。特製うま辛かペーストを全量投入した場合、当時までのシリーズ最高の辛さを誇る。
うまかっちゃん 鶏だしとんこつ
2018年（平成30年）より期間限定発売。とんこつに鶏だしを合わせ、塩味を控えたやさしい味わい。乳酸菌「L-137」入り。
うまかっちゃん あごだしとんこつ
2021年（令和3年）より期間限定発売。長崎県産の焼きあごを用いた、とんこつ味。
うまかっちゃん うまくち醤油とんこつ
2022年（令和4年）11月より期間限定販売。福岡県古賀市に本社を構える「ニビシ醤油」油の「特級うまくちしょうゆ」を使用し、とんこつに合わせた味。

### 関連製品
オーザック うまかっちゃん味
九州・沖縄地区限定発売。
2009年（平成21年）12月7日より数量限定販売したところ好評だったため、2010年（平成22年）8月2日、2011年（平成23年）11月28日、2017年（平成29年）11月27日より再度、限定販売が行なわれた。
うまかっちゃん炒飯の素、うまかっちゃん炒飯の素 からし高菜風味
2014年（平成26年）2月24日より、九州・沖縄地区および山口県限定発売。
うまかっちゃん とんこつ鍋つゆ、うまかっちゃん とんこつ鍋つゆ＜ピリ辛仕立て＞
2014年（平成26年）9月22日より、九州・沖縄地区および山口県限定発売。
めんべい×うまかっちゃんスペシャルコラボセット
うまかっちゃん発売40周年を記念した企画として2019年（令和元年）8月8日より発売された、山口油屋福太郎が製造しているめんべいのうまかっちゃん味4袋と、うまかっちゃん」1食が入った詰め合わせ商品で、九州の土産店や量販店などで販売
とんがりコーン うまかっちゃん味
2019年（令和元年）10月7日より期間限定発売された、うまかっちゃん味のとんがりコーン。
からあげクン うまかっちゃん味
2023年（令和5年）2月より九州と山口エリアのローソンで発売された、うまかっちゃん味のからあげクン。
うまかっちゃん味 炒飯おにぎり
2023年（令和5年）5月より九州と山口エリアのローソンで発売された、うまかっちゃん味の炒飯おにぎり。
うまかっちゃん味 焼ラーメン
2023年（令和5年）6月20日より九州と山口エリアのローソンで発売された、うまかっちゃん味の焼ラーメン。

## 広報活動

### 広告
PRキャラクターは「うまか坊や」。
発売当初から数年間、福岡市出身の漫画家・長谷川法世の代表作『博多っ子純情』のキャラクターである郷六平と小柳類子をイメージした実写CMを九州地区のテレビ局で放送し、CMのキャッチコピー「知っとうや？」は流行語になった。CMには長谷川法世本人も「ラグビー編」で出演した。
CMには前川清、西村知美、長与千種、高杢禎彦、森口博子、山崎銀之丞、氷川きよし、スザンヌ、博多華丸・大吉、田島芽瑠など九州・山口にゆかりのある芸能人が出演した。新発売時以来一貫して学園が舞台となっており上記の出演者は主に教師、生徒役で出演している。
1999年（平成11年）には、日本テレビ系『進ぬ!電波少年』の『電波少年的懸賞生活』で時の人となったなすびもCMに出演。しかし、なすび本人にオファーしたのではなく、日本編が終了した時点でゴールのご褒美としてプレゼントされたラーメンが偶然にもうまかっちゃんであり、その映像を偶然見た広報担当者がオファーし、なすび本人が知らないまま、食事シーンを編集した映像が、同番組並びに同企画のナレーターを務めた木村匡也のナレーションと共に、全国放送された。
2014年（平成26年）8月より放映のCMでは田中麗奈が教師役、HKT48メンバーの「なこみくコンビ」こと矢吹奈子と田中美久が生徒役で出演している。2015年（平成27年）より放映のCMでは、HKT48のメンバーが生徒役で全員登場しメンバー兼支配人の指原莉乃が教師役で出演したほか、メンバーは商品開発にも関わった。2017年（平成29年）9月より放映のCMには、九州を拠点に活動するお笑い芸人のゴリけんが「うまか先生」に扮して出演した。2023年（令和5年）時点では、福岡県出身の小峠英二が教師に扮して出演している。
2019年（令和元年）には、うまかっちゃん発売40周年を記念した企画として、最も投票数が多かった製品を2020年（令和2年）3月に発売する「うまかっちゃん復活人気投票」、9月には「うまかっちゃん検定」を実施し、9月12日には聖地である福岡工場でファンへ向けたイベント「うまかっちゃんサミット」を開催し、うまかっちゃん推進部のプレゼントキャンペーン賞品として「SUGOCA10周年×うまかっちゃん40周年記念SUGOCA」が、JR九州のプレゼントキャンペーン賞品としてSUGOCA10周年×うまかっちゃん40周年記念パッケージのうまかっちゃん「すごかっちゃん」が、それぞれ製作され配布されたほか、同年には「めんべい×うまかっちゃんスペシャルコラボセット」や「とんがりコーン うまかっちゃん味」も発売された。
2025年（令和7年）3月25日、「ばあちゃん喫茶」に勤める九州の女性高齢者が、うまかっちゃんと九州の食材を用い考案したアレンジレシピの作り方を子供たちに指導し、料理を自分で作る楽しさを知ってもらいつつ女性高齢者との交流を通じ世代を超えた地域との繋がりを創出する機会に繋げようと実施された、ハウス食品としては初の食育イベント「うまかっちゃん×子ども食堂×ばあちゃん喫茶 食育イベント」を福岡市の「まちスポ福岡東」で開催し、先着12組の家族が参加。同年3月25日から7月31日には、九州在住者を対象とした「子どもが喜ぶうまかっちゃんアレンジレシピコンテスト」を募集し、前述の女性高齢者や「ふくおかこども食堂ネットワーク」に登録している子供たちが審査員となり、うまかっちゃん部門、濃厚新味部門、博多からし高菜風味部門の3部門でグランプリと準グランプリのアレンジレシピが各1つずつ選定。グランプリのレシピは、ばあちゃん喫茶の定番メニューとして採用され、ハウス食品の公式ウェブサイトに掲載。

### 番組
1986年（昭和61年）からは、AM放送で放送するJRN系列における九州の各ラジオ局において、うまかっちゃん販売促進を目的としてハウス食品が一社提供したラジオ番組『うまか情報局』が放送され、1991年（平成3年）9月から1993年（平成5年）4月までは『うまかパラダイス』という番組名で企画ネット番組が放送された。南日本放送のMBCラジオでは、月曜日から金曜日22時半からの15分枠で放送される中高生の情報番組として1986年（昭和61年）7月1日に開始され、内容は留守番電話に寄せられた声を紹介する番組で、第1回は試験にまつわる声を募集し紹介。城光寺剛、遠山明男、山下美智代、井川千也、岩川寿美らがパーソナリティを務め2人組で番組を進行し、パーソナリティが男同士や女同士の日もあった。MBCラジオの『うまか情報局』ではイベントも実施しており、MBCテレビ『どーんと鹿児島』の企画としてMBCアナウンサーの城光寺がジョー・フラメンコとして楽曲「鹿児島がオレに惚れてるぜ」で歌手デビューした際には、城光寺と組んで番組進行を行っていたパーソナリティの山下美智代が西城秀樹のファンであったことから、西城秀樹の弟・妹コンテストを真似た企画「ジョーの弟・妹コンテスト」を番組イベントとして実施。選ばれた弟や妹たちはMBC南日本放送・本社の7階ホールにおいて、ジョーに似た服を着てジョーの後ろで派手な西城秀樹のようなダンスを踊った。他にも番組内では、うまかっちゃんの普通の味、うまか味、濃い味が当たるスロットマシンなども行われた。MBCラジオでは『うまかパラダイス』としては1991年（平成3年）9月2日から1993年（平成5年）4月2日まで放送された。
2021年（令和3年）5月18日放送『マツコの知らない世界』の「汁なし袋麺の世界」では、うまかっちゃんを使用した焼きラーメンが紹介された。